# Lando IV de Capua
Lando IV (italiano: Landone) fue príncipe de Capua de diciembre de 1091 a 19 de junio de 1098, en oposición al príncipe normando príncipe Ricardo II. Lando pertenecía a la familia de los condes de Teano. Según el Catalogus Principum Capuae, Ricardo fue "durante años expulsado por condes lombardos y fue hecho príncipe de Aversa [sólo], y después él tuvo otra vez Capua", sin nombrar a dichos condes lombardos. Una carta de 27 de enero de 1093 muestra que durante un tiempo Ricardo II gobernó Capua, pero la perdió otra vez y no fue finalmente restablecido hasta el exitoso asedio de 1098.